# Feliocentaurus
O Féliocentauros estão entre as criaturas humanoides míticas mais raras, eles têm o mesmo estilo de vida como os sátiros, centauros e centigores bucentauros. A diferença é que essa criatura tem o corpo de um leão.
O Féliocentauros vivem geralmente em países quentes, através dos desertos e em grupos. Eles estão muito bem armados, e em caso de guerra, eles seriam inevitavelmente vitoriosos, por sua técnica de ataque e rapidez.